# レド公路

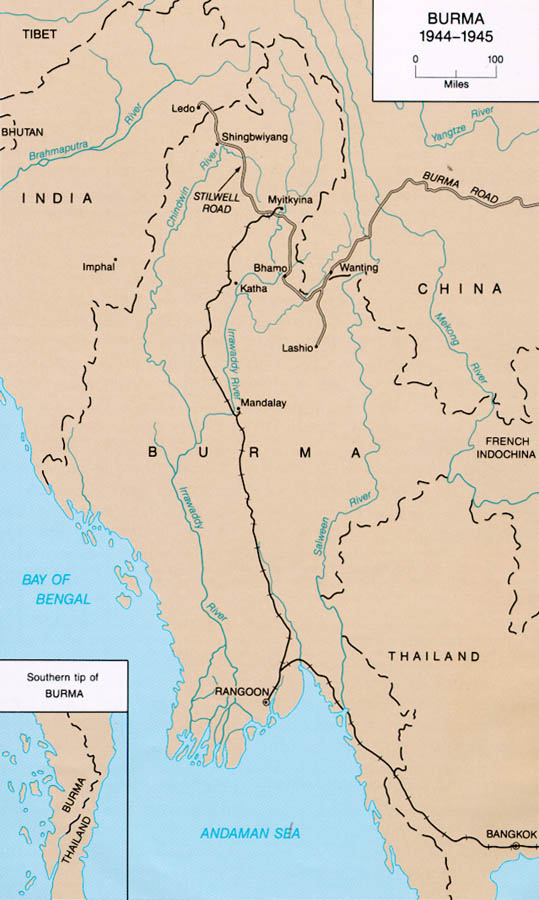
1944年のビルマ公路とレド公路。

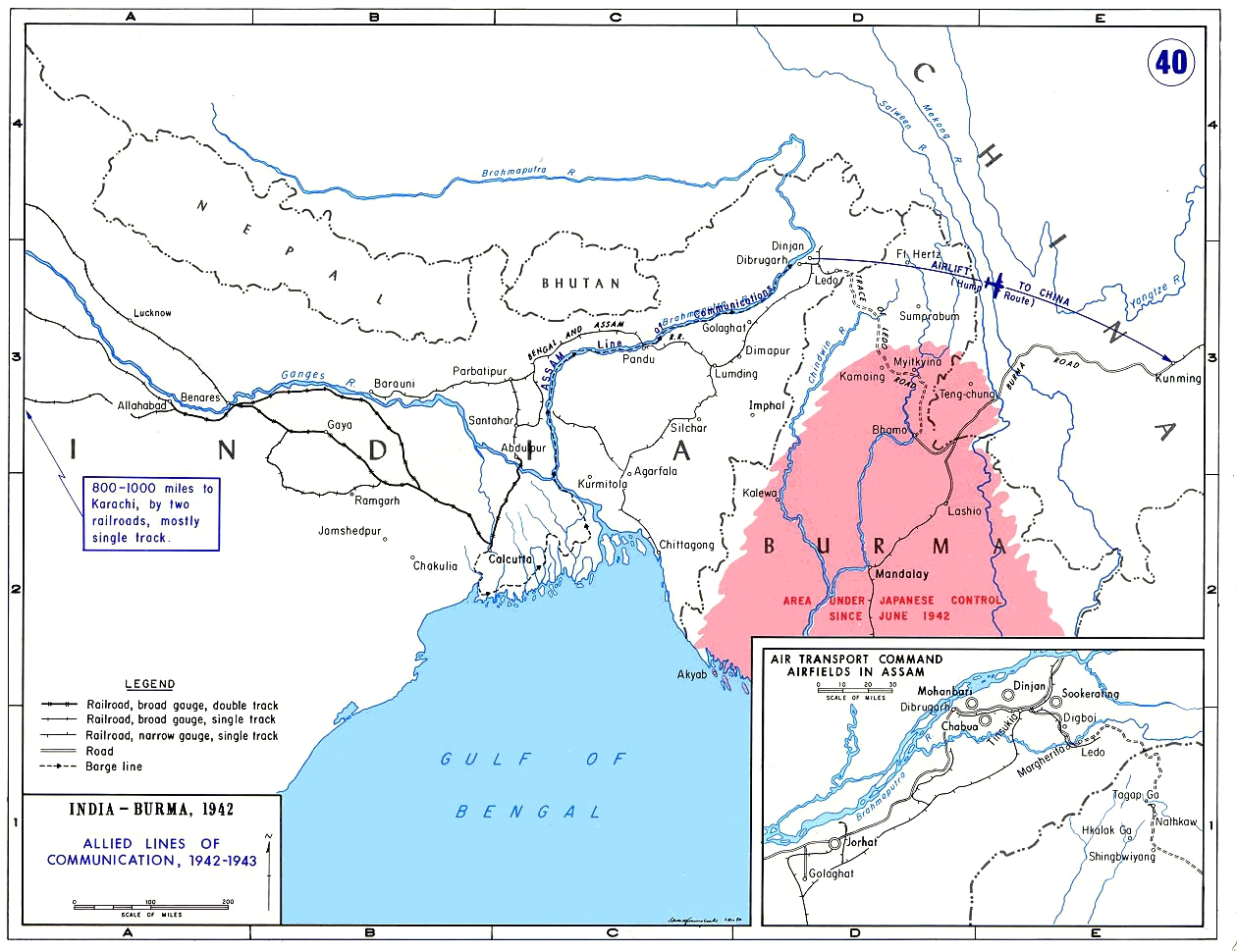
1942年から1943年時点での連合軍の東南アジア戦域での連絡線。レド公路は右端。

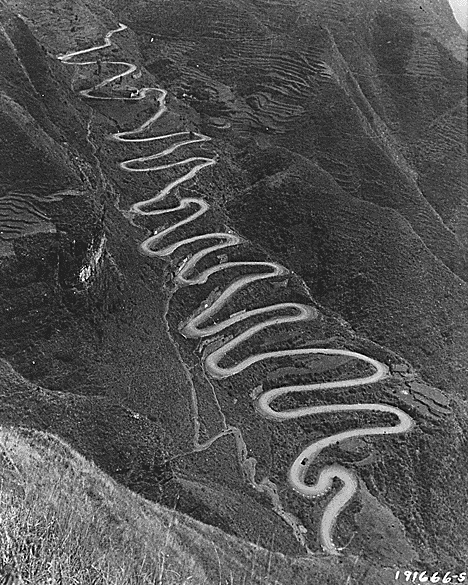
レド公路とビルマ公路。

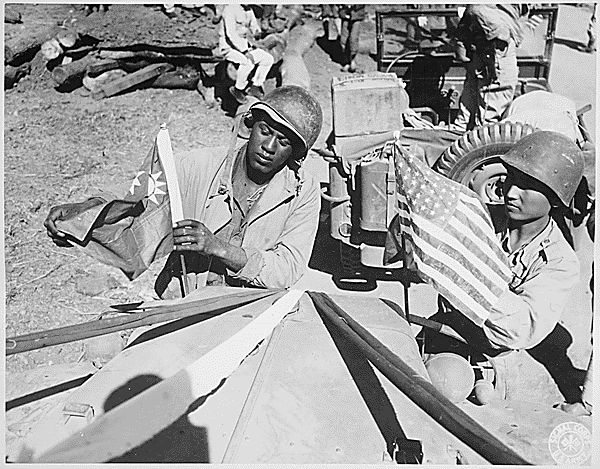
それぞれ同盟相手の国旗をジープに立てるアメリカ軍と中国軍の兵士。再開後最初の輸送車列が、ほぼ3年ぶりにレド公路を通過して中国国境を超える直前の光景。

レド公路（レドこうろ、ヒンディー語: लेडो रोड、 ビルマ語: လီဒိုလမ်းမကြီး、中国語: 中印公路）とは、インドのアッサム州レドから中華民国の雲南省昆明までを結ぶ道路である。第二次世界大戦中にアメリカやイギリスが中華民国に軍需物資を送る援蔣ルートのひとつとして、1942年に日本軍に遮断されたビルマ公路と代えるため建設した。ビルマ（現在のミャンマー）のカチン州シンブイヤン（zh）とミッチーナー、バーモを通過する。1945年初頭に蔣介石の提案で、ジョセフ・スティルウェルにちなみスティルウェル公路（中国語: 史迪威公路）と改名された。

## 背景
19世紀、イギリスの鉄道事業者は、インド東部アルナーチャル・プラデーシュ州（当時はアッサム州の一部）のナムポン（en:Nampong）から、中緬国境パトカイ山脈の標高1136mのパンソー峠（en）を越える路線を調査していた。調査結果は、ビルマまで抜けてフーコン渓谷へと下りることが可能というものだった。その計画は取り下げられたものの、イギリスはパトカイ山脈を抜けてアッサムとビルマ北部を結ぶ経路に見通しを持った。イギリスの技術者たちは、最初の80マイル（約129km）の調査を終えた。
太平洋戦争(大東亜戦争)が勃発し、イギリス勢力が日本軍によってビルマからの撤退に追い込まれると、パトカイ山脈を通る道路の建設はアメリカにとって重要度を増した。援蔣物資の陸揚港であるラングーン（現在のヤンゴン）が日本に占領された後、レド公路が開通するまで、中華民国への物資輸送は、ハンプ越え（en:the Hump）として知られるヒマラヤ山脈の東端を越える空路に頼るしかなくなったためである。

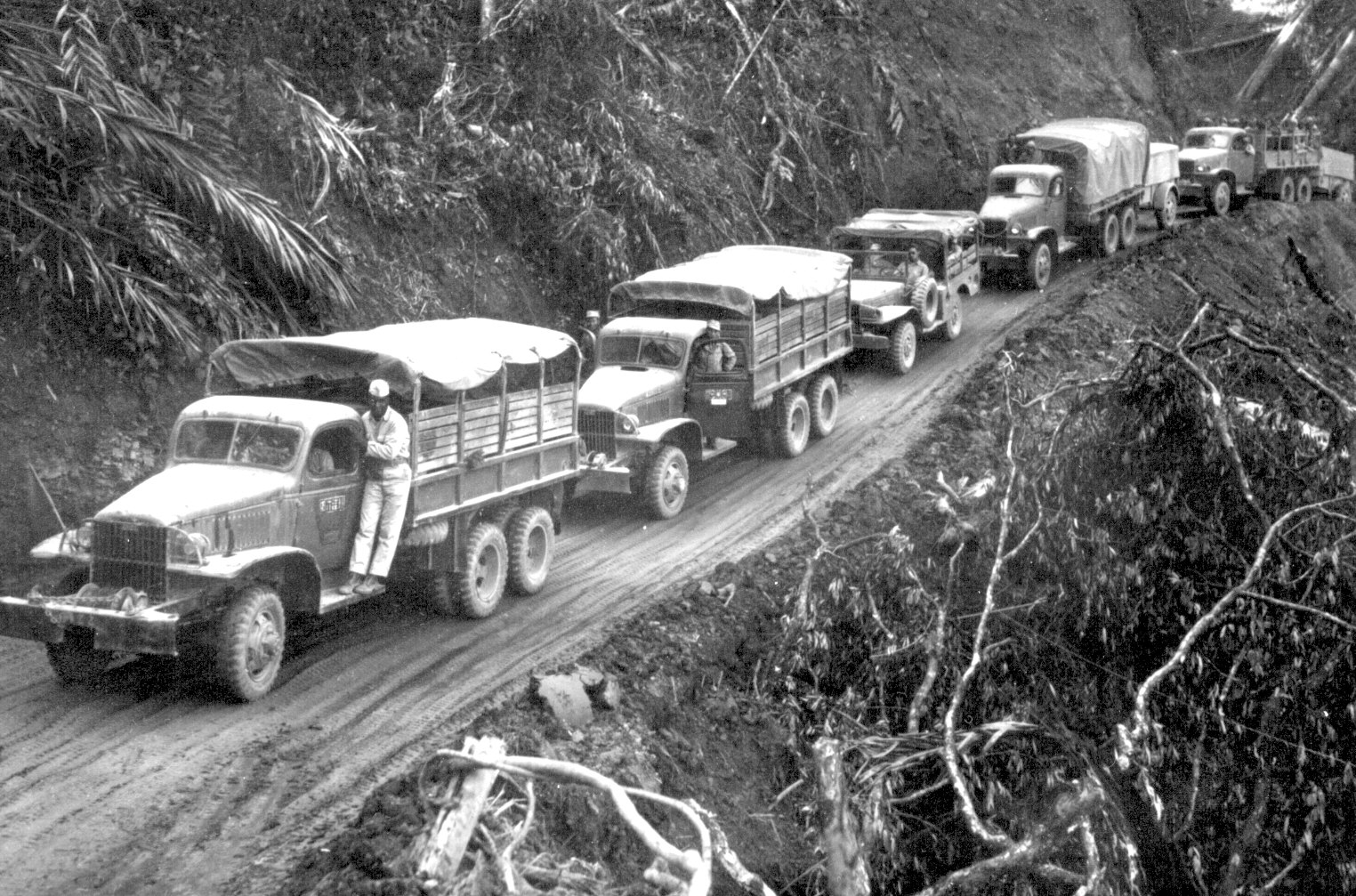
アメリカ製の軍用トラック群は、山肌に沿って曲がりながら、ビルマまで開かれたレド公路を行く。

## 建設作業
1942年12月1日、イギリスの極東戦線総司令官アーチボルド・ウェーヴェル将軍は、アメリカのジョセフ・スティルウェル将軍の北部戦域司令部（仮訳：NCAC）によるレド公路建設案を許可した。レド公路は援蔣ルートの主力に予定され、スティルウェルの指揮下で、鉄道端末のアッサム州レドからビルマ公路との合流点であるモンユ（芒友、en）までを建設することになった。モンユから先は、中国側の最前線である畹町（ワンチン）につながり、中国領内の昆明が物資の引き渡し場所と定められた。スティルウェルの幕僚は、レド公路によってハンプ越えをはるかに上回る毎月65000トンの物資輸送が可能になると見込んでいた。一方、ハンプ越えを担当しているアメリカ第14空軍のクレア・リー・シェンノート将軍は、スティルウェルの見積もりは楽観的すぎると主張し、密林地帯に建設した道路で近代的な空輸と同量を運べるか疑問視していた。
建設工事には、15000人のアメリカ陸軍兵士（その6割はアフリカ系アメリカ人）と35000人の現地人労働者が投入され、現地人労働者への報酬総額は1億5千万ドルに上った。工事中のアメリカ軍兵士の死者は1100人で、もっと多くの現地人が犠牲となった。ビルマの大半は日本軍勢力下であったため、地形や地質、河川の特質など工事に必要な地理的情報は事前に満足に得られなかった。
スティルウェルは、工兵の権威であるレイモンド・ウィーラー（en）少将を指揮官として援助部（仮訳：Service of Supply, SOS）を創設し、レド公路建設を担当させた。ウィーラー少将は、ジョン・C・アロースミス（en）大佐を現場責任者とした。アロースミス大佐は、後に、優れた工兵士官のルイス・ピック（en）大佐と交代する。
工事は、1942年12月に、レドからシンブイヤンまでの最初の103マイル（約166km）の区間で始まった。レドまでの細く険しい道に続く形で建設された道路は、パトカイ山脈をパンソー峠で越える難所を含み、このパンソー峠は地獄峠（Hell Pass）とあだ名された。ときに標高は1400mを越え、1km毎に1800立方メートルもの土砂を搬出しなければならなかった。急勾配に急カーブ、落差60mもの絶壁、周囲を囲むうっそうとした熱帯雨林が最初の区間では当たり前であった。1943年12月27日、最初のブルドーザーがシンブイヤンに到達した。予定よりも3日早い到達であった。
最初の区間の開通により、連合軍は、ビルマ北部の前線へ豊富な物資を供給できるようになった。ビルマ北部では、日本の第18師団がカマイン（en）、モガウンおよびミッチーナー（ミイトキーナ）付近に主力を展開しており、フーコン作戦にかかる戦闘が行われていた。この地域の連合軍は、アメリカ軍が養成した中国国民党軍の雲南遠征軍（X Force）が主力で、それまではパトカイ山脈越えの空輸に兵站を依存していた。連合軍は、ミイトキーナの戦いや拉孟・騰越の戦いなどにより日本軍勢力圏を南へと後退させることに成功し、レド公路の延長が可能となった。シンブイヤンから先の区間は、日本軍の建設した簡易道路を拡張する形で作業が行われ、工事は容易であった。また、道路に沿って直径10cmのパイプライン2本が敷設され、輸送車列への燃料給油に使えるようになった。
シンブイヤンから先の区間は、ワラズップ（Warazup）からミッチーナーを経て、バーモ（レドから約600km）に伸びた。バーモからは旧ビルマ公路の支線に入り、レドから約700kmのナムカムを経由、レドから748km地点のモンユ（芒友）合流点でビルマ公路への接続を完了した。レドからモンユまでの間、渡った河川の数は主要なものだけで10個、小河川は155個に上り、平均すると4.5kmに1基の架橋を要したことになる。
モンユからは、右折すれば日本軍占領地内を160km南下してラシオに至り、左折して100km行けば中国国境のすぐ北にある畹町（ワンチン）に着くはずである。しかし、1944年後半の時点では中国まで未開通で、代わりに新鋭輸送機で増強されたハンプ越えが多くの物資を運んでいた。
1944年後半、スティルウェルがレド公路建設を任されてから約2年を経て、フーコン渓谷のミッチーナー付近ではモンスーン被害からの復旧工事が続いていたものの、ビルマ公路への接続は一応終わった。このアッサムから昆明までの自動車道路の総延長は1736kmに及んだ。1945年1月12日、113両から成る最初の輸送車列がピック将軍に率いられてレドを出発、2月4日に昆明に到着した。開通後の半年間で、12万9千トンの物資がトラックによりインドから中国へ運ばれた。また、輸送に使われたトラック2万6千台も、そのまま中国側に引き渡されている。
シェンノート将軍が予想した通り、レド公路を使った月間輸送量は、ハンプ越えによる空輸量を1度も上回ることがなかった。終戦直前の1945年7月には、71000トンがハンプ越えで空輸されたのに対し、レド公路での陸上輸送は6000トンにとどまった。終戦までの輸送総量は、ハンプ越えの65万トンに対し、レド公路は14万7千トンに終わっている。レド公路の本格運用以前に、ビルマ以外での作戦で対日戦は終局への道筋がついていた。
レド公路に設けられたレドを起点とするマイル道標は、次のとおりである。
| シンブイヤン | 103 |
| ワラズップ   | 189 |
| ミッチーナー | 268 |
| バーモ       | 372 |
| 畹町         | 507 |

| 竜陵   | 560 |
| 保山   | 652 |
| 永平   | 755 |
| 雲南驛 | 876 |
| 楚雄   | 959 |

東南アジア戦域連合軍司令部の総司令官であるイギリス軍のルイス・マウントバッテン大将が、飛行機に乗ってフーコン渓谷上空を飛行中、眼下を流れる「川」の名前を部下に尋ねたことがある。部下のアメリカ軍人の答えは、「あれは川ではありません。レド公路であります。」というものだった。

## レド公路に関わったアメリカ陸軍部隊
建設開始時の投入部隊は以下の通りであった
- 第45総合工兵連隊（Engineer General Service Regiment） - アフリカ系アメリカ人部隊
- 第823航空工兵大隊（Aviation Engineer Battalion, EAB） - アフリカ系アメリカ人部隊

1943年中に以下の部隊が加わった。
- 第848航空工兵大隊 - アフリカ系アメリカ人部隊
- 第849航空工兵大隊 - アフリカ系アメリカ人部隊
- 第858航空工兵大隊 - アフリカ系アメリカ人部隊
- 第1883航空工兵大隊 - アフリカ系アメリカ人部隊

1944年7月には、第879空挺工兵大隊がミッチーナーに到着している。
1944年12月下旬まで、兵站施設の整備工事は続いた。1945年1月時点では、上記のアフリカ系アメリカ人編制の航空工兵大隊（EAB）のうち4個が、3個の白人大隊とともに拡張工事を続けていた。アフリカ系アメリカ人部隊の一つは、中国領内に進出して道路拡張工事に従事している。

## 建設への批評
イギリスの首相ウィンストン・チャーチルは、巨大で非常に労力を要し、必要な時までに完成しない事業だと見ていた。チャーチルは、海上からビルマ南部を経由してスマトラ島やシンガポール奪還へ進む反攻経路を希望しており、レド公路建設のためにビルマ北部へ戦力を割くことを嫌っていた。中国への援助の必要性には同意していたものの、レド公路が使用できた場合の中国軍の戦力向上はわずかと予想し、また、太平洋方面からの反攻で飛行場が確保できれば中国の日本本土爆撃拠点としての価値も低下すると考えていたからである。
イギリス陸軍第14軍（en）を率いてビルマで戦ったウィリアム・スリム元帥は、回顧録に次のように記している。
この道路を作れるという点については私もスティルウェルと同意見だった。適正な装備とすぐれた指揮があり、彼のレド部隊のように十分な数的優位があれば、中国軍は日本軍をうち破れるはずだと私は考えていた。建設作業については何の疑問もなかった。わが軍は同じくらい困難な場所に、アメリカ軍よりずっと少ない機材で道路を作ってきた実績があった。部下のイギリス軍工兵隊は、最初の80マイル[130km]について経路を調査した結果、十分に自信を持っていた。わが軍にはすでに、中部戦線において同様に粗末な連絡線を保守しているすばらしい労働部隊があった。ここまではスティルウェルと私の意見が完全に一致していたが、私が同意できない点がふたつあった。この道路に戦争に勝つ上で圧倒的な価値があるのかどうか、そしていずれにせよ場所が間違っているのではないかという点である。編成もまだの[新編]中国軍を使ってアジア大陸を進むよりも、太平洋方面で島から島へと跳んでいくアメリカ軍の上陸作戦のほうがずっと早く成果を出すはずだと私は確信していた。またいずれにせよ、この道路が大きな効果を発揮するには、物資を送る鉄道の出発点はカルカッタではなくラングーンにすべきである。—ウィリアム・スリム

## 第二次世界大戦後
ビルマの戦い終結後、レド公路の補修は行われず、次第に崩壊していった。レドからミッチーナーまでを自動車が通行した記録は、1955年にロンドン＝シンガポール間を陸路で踏破したオックスフォード＝ケンブリッジ極東遠征（仮訳：en:Oxford and Cambridge Far Eastern Expedition）による往復が最後である。この探検行についての著作 Tim Slessor,“First Overland”（1957年）によれば、パンソー峠とシンブイヤンの間で、複数の橋が崩落していたという。この地域への旅行は、アッサム州の分離独立闘争やインドの国境紛争の影響もあって、長年に渡って妨げられてきた。インド政府は、1962年から1990年代半ばまで、ミャンマーに拠点を置く反政府ゲリラの越境侵入対策などのため、対ミャンマー国境を封鎖していた。
その後、インドとミャンマーの関係改善が進み、パンソー峠付近のナウンヤン湖（仮訳：Nawng Yang, en）までツアーが可能となっている。最近のレド公路通過の試みは結果が分かれている。インドのナンポン（Nampong）とパンソー村の間は四輪駆動車であれば通行可能である。ミャンマー側のルートも通行可能な状態と報告されている。成功例として、ドノヴァン・ウェブスター（Donovan Webster）は、2001年にシンブイヤンまで自動車で踏破した。2005年中ごろには、イギリスのビルマ戦線従軍者による戦友会である“Burma Star Association”の会員らが、政治的に良好な関係にある旅行エージェントを介して回想旅行に招待され、シンブイヤンまで行っている。なお、これらの近年のレド公路通行者たちは、ミャンマー軍事政権に関する人権問題については何らコメントしていない。
インド＝ミャンマー国境は、周辺で反政府勢力の活動が続き、インドのアッサム・ライフル部隊とミャンマー軍がそれぞれ駐屯しているものの、現地民に対しては事実上開放されている。パンソー村に住むミャンマー人は、自由気ままにインド領内のナンポンまで交易にやってきている。他方、現地人の国境往来と異なって、外国人の場合に対しては双方から厳重な監視体制が敷かれ、国境通過が公式には禁止されている。無許可で通過しようとすれば、官憲に拘束されたり、場合によっては反政府勢力などとのトラブルに巻き込まれるおそれもある。

## 再建計画
近年、ミャンマー政府は、現在のラシオ＝昆明道に替わるルートとして、レド公路の再建に着目している。ミャンマーを支援する中国政府は、2007年にミッチーナーとカンバイチ（Kambaiti）の間の整備を終え、ミッチーナーからタナイ（en）までの区間もヤンゴンに拠点を置くユザナ社の手によって工事が進められている。しかし、インド政府は、対ミャンマー国境地帯で活動する反政府武装勢力に利用されるのではないかと恐れている。

## 関連文献
- Allen, Louis. Burma: The Longest War 1941-1945, Cassell; New edition (2000) ISBN 1842122606.
- Choudhuri, Atonu. Monumental neglect of war graves - Discovered in 1997, Jairampur cemetery gets entangled in red tape, Calcutta Telegraph,  29 January 2008
- Cochrane, S. Stilwell's Road www.chindit.net (1999–2003)
- Gardener, S. Neal, A facsimile of the Ex-CBI Roundup July 1954 Issue, pg 20. Also additional photos of unit patches website CBI GardenerWorld
- Jenkins, Mark  The Ghost Road Outside Magazine October 2003
- Khaund, Surajit. Kalam urged to reopen Stillwell Road to Reach Burma Mizzima News (www.mizzima.com) March 28, 2005. "Guwahati: Pursuing to reach the Burma market in the wake of improved bilateral relation, Indian Minister of state for external Affairs Bijay Krishna Handique has submitted a memorandum to President APJ Abdul Kalam for reopening of the famous Stilwell Road which connects India, Burma and China" (backup site)
- The Ledo Road; "Pick's Pike" follows Stilwell's advance in Burma Adapted for the internet from Life Magazine August 14, 1944 issue. (One of many facsimiles of original documents about the CBI on the Website of cbi-theater.home.comcast.net  by Weidenburner,Karl Warren)
- A war-time engineering miracle (backup) in The Myanmar Times Vol. 5, No. 99, January 21–27, 2002
- McRae, Jr., Bennie J. 858th Engineer Aviation Battalion LWF PUBLICATIONS
- Latimer Jon, Burma: The Forgotten War, John Murray, (2004). ISBN 0719565766.  Chapter 13: 'Stilwell in the North'
- Reagan, Ronald (narraor). Stilwell Road (1945) A 51 minute documentary that, describes why and how the Ledo Road was built.
- Seay, Geraldine.  African Americans and the Ledo Stilwell Road. ""
- Slessor, Tim  (1957) . First Overland, Signal Books Ltd (2005), ISBN 1904955142.
- Tun, Khaing Recent photos of Ledo Road website of CBI Expeditions
- Webster, Donovan.  "The Burma Road: The Epic Story of the China-Burma-India Theater in World War" by ; Farrar, Straus and Giroux (US), Hardback (2003), ISBN 0-374-11740-3 also Pan (UK), Paperback (2005), ISBN 0-330-42703-2
- Weidenburner, Carl Warren. The Ledo Road
- Weidenburner, Carl Warren. Mile posts and time line
- Los Angeles Times: Burma's Stilwell Road: A backbreaking WWII project is revived.